# Крассигирин
Крассигирин (лат. Crassigyrinus scoticus) — примитивный стегоцефал начала каменноугольной эпохи, единственный вид в роде Crassigyrinus и семействе Crassigyrinidae. Ископаемые остатки обнаружены в отложениях группы Limestone Coal в Шотландии и, возможно, в Западной Виргинии.

## Открытие
Изначально был описан как Macromerium scoticum по фрагментарному образцу без полного черепа. Впоследствии были обнаружены другие материалы; ныне таксон известен по трём черепам, один из которых сочленён с относительно полным скелетом, и двум неполным нижним челюстям. Таксономическое положение животного долгое время оставалось неустановленным.

## Описание

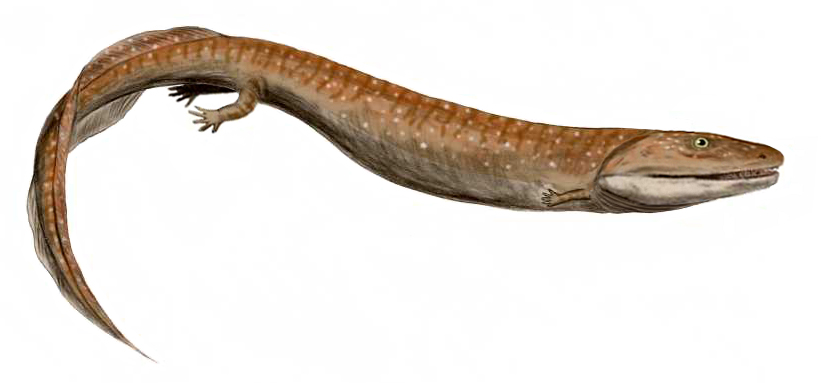
Реконструкция

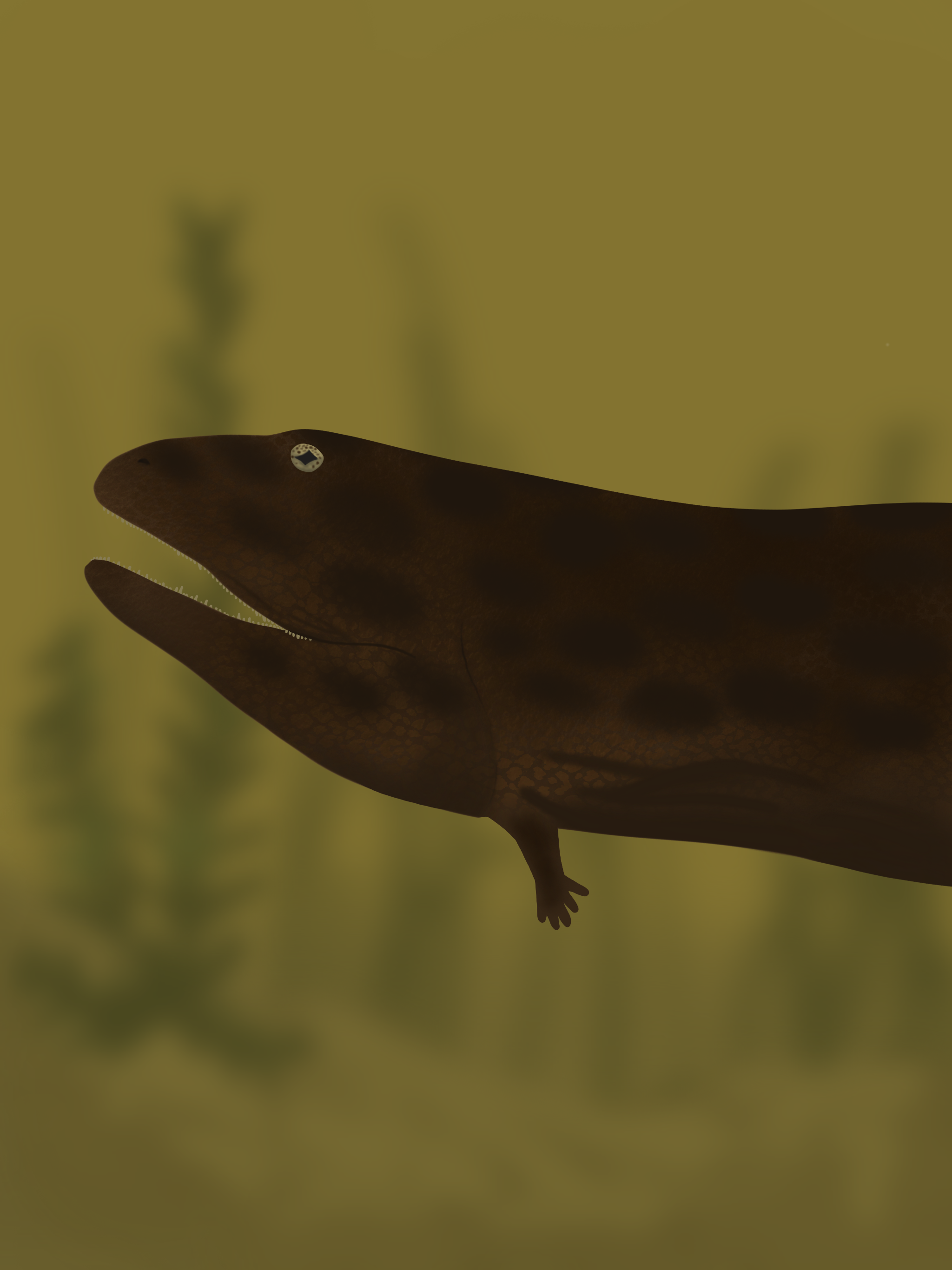
Реконструкция Crassigyrinus scoticus

У крассигирина было вытянутое тело длиной до 2 метров. Конечности были небольшими и малофункциональными, что говорит о том, что животное было почти полностью водным. Челюсти крупные, с двумя рядами зубов (во втором ряду была пара нёбных клыков).
Несколько утолщённых костных гребней проходили вдоль средней линии спины и между глазами, из-за чего некоторые палеонтологи предположили, что эти структуры помогали черепу выдерживать избыточные нагрузки при охоте и кормлении. Крупные глазницы позволяют предположить, что животное вело ночной образ жизни или обитало в очень мутной воде. 
Передние конечности были крошечными, а длина плечевой кости составляла всего 35 мм. Различные отверстия на поверхности плечевой кости очень похожи на те, что наблюдаются у ихтиостег, акантостег и лучепёрых рыб, таких как эустеноптерон. Задние конечности были намного больше передних; подвздошная кость не имела костного соединения с позвоночным столбом (что характерно для водных четвероногих). Есть противоречивые свидетельства того, что он использовал свои конечности для передвижения, а также свидетельства травмирования задних лап с последующим заживлением. Предполагается, что хвост, известный лишь по нескольким фрагментам позвонков, был длинным и сжатым с боков.

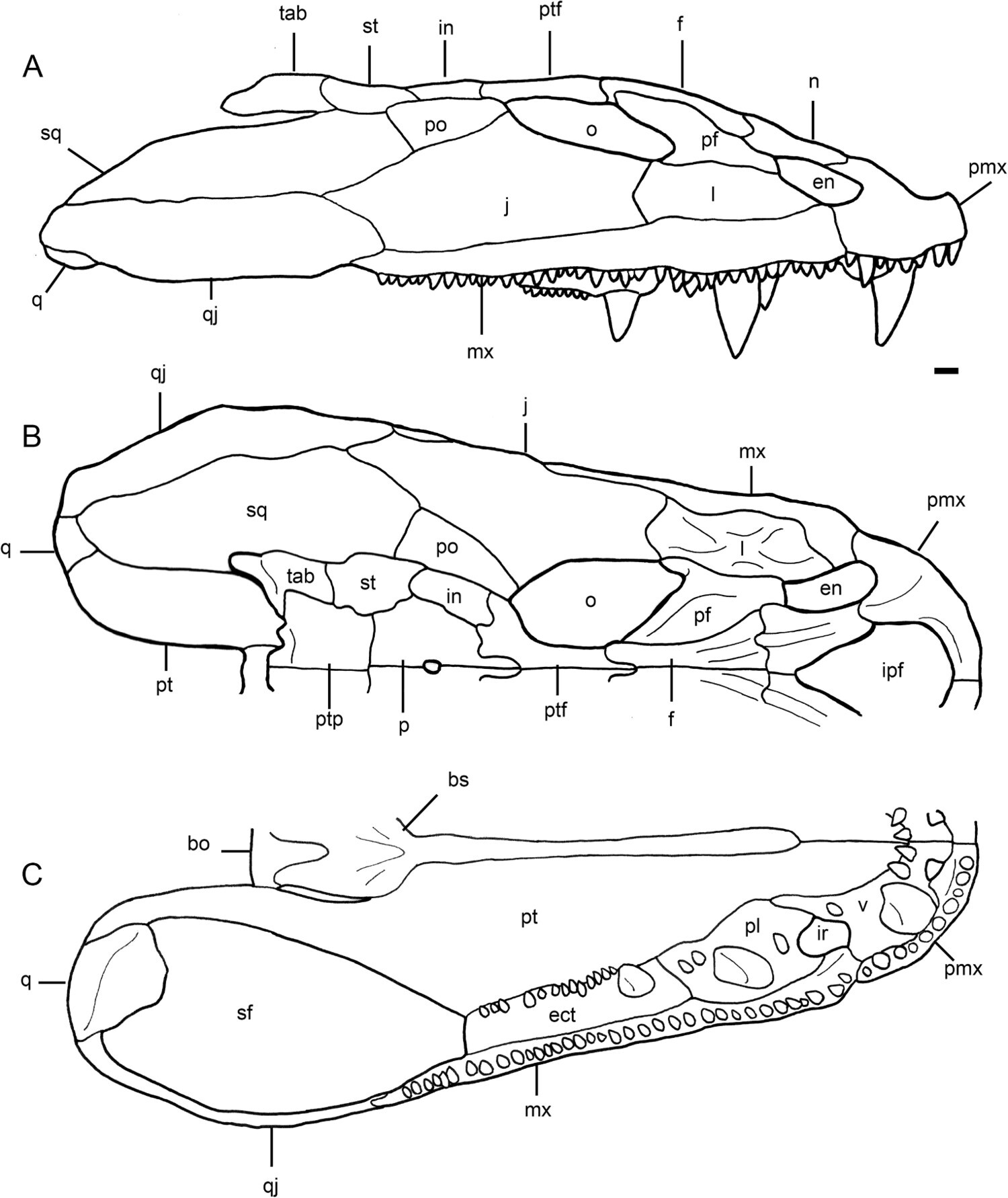
Прорисовка черепа в различных проекциях

Раздавленный череп из костеносного слоя близ Кауденбита был описан Panchen в 1985 году. Череп был заново описан Porro и др. в 2023 году на основе цифровой реконструкции, полученной с помощью компьютерной томографии. Реконструкция черепа, выполненная в 1985 году, была намного выше и уже, чем у большинства ранних четвероногих, хотя реконструкция 2023 года относительно низкая и широкая.

## Палеобиология
Крассигирин был водным хищником. Он мог широко открывать пасть под углом до 60 градусов, имел большую силу укуса и мог быстро смыкать челюсти, что позволяло ему хватать и поедать относительно крупную добычу.